# Виенски шницел
 Виенски шницел (на немски: Wiener Schnitzel) е ястие от силно начукано телешко месо, панирано в хлебни трохи (галета), брашно и разбити яйца и изпържено в маслена баня след това.

## История
Названието „виенски шницел“ се появява за пръв път в края на ХІХ век, въпреки че ястието е традиционно за виенската кухня от много по-ранен период. В готварска книга от 1740 г. се говори за телешко месо, начукано тънко, оваляно в галета. В Италия се шири легенда, че рецептата е донесена във Виена именно оттам от фелдмаршал Радецки едва през 1857 г. Ученият Хайнц Дитер Пол (Heinz Dieter Pohl) обаче еднозначно доказва несъстоятелността на тази теза: „Тази история е ненаучна, тя не се базира върху исторически извори и никъде не се споменава в текстовете на и за Радецки“.
Всички виенчани са на мнение, че когато шницелът е от свинско месо, той няма право да бъде наричан „виенски“. През 1970 г. австрийското външно министерство излиза със становище по въпроса: „Виенският шницел може да бъде приготвян според традицията и съгласно очакванията на потребителите само от телешко месо“ (Frankfurter Allgemeine Zeitung 19 август 1970).
Истинският виенски шницел е с размер, който му позволява да стърчи лекичко извън чинията. Според виенчани панировката трябва да седи свободно като костюм за джогинг, а не да прилепва плътно към месото като водолазен костюм. Готовият шницел задължително се поръсва с лимонов сок като за целта се сервира с четвъртинка от лимон. Задължителните гарнитури са зелена салата, картофена салата, салата от краставици или задушени с много магданоз картофи.
Виенчани хапват любимия си шницел задължително с бира на обяд и с червено вино на вечеря.

## Следвоенните години
За важността на виенския шницел в живота на виенчани говори фактът, че в години на криза и недоимък в неделния предиобед, много от тях са отваряли прозореца на кухнята и с длан са удряли по масата, за да си помислят съседите, че начукват шницелите за обяд.

## Бойкот
През 2007 г. виенският шницел попада в центъра на дипломатически скандал. В знак на протест срещу замърсените от кожарските предприятия реки и предстоящото строителство на завод за изгаряне на отпадъци в австрийските провинции Бургенланд и Щирия, унгарците спонтанно бойкотират австрийските стоки, а ресторантите в Будапеща отказват да сервират на клиентите си виенски шницели.
Началото на конфликта е демонстрация на унгарски творци пред Виенската порта (Becsi Kapu) на крепостта Буда. През есента на 2006 г. гражданската инициатива Pro Natura Szentgotthárd (Pronas) прави опит да предизвика към действие австрийските държавни институции и политици. Президентът на Унгария Ласло Сольом (László Solyom) нарича невъзмутимостта на австрийците „безсрамна“, унгарският министър на околната среда Габор Фодор (Gábor Fodor) заплашва да сезира европейската комисия за това, че Австрия не изпълнява задълженията си, свързани с природния парк Raab-Örség-Goricko, намиращ се от двете страни на границата.